# آیفون اس‌ای (نسل سوم)
نسل سوم آیفون اس‌ای (که با نام‌های آیفون اس‌ای ۳ یا آیفون اس‌ای ۲۰۲۲ نیز شناخته می‌شود) یک تلفن هوشمند است که توسط شرکت اپل طراحی و توسعه یافته‌است. این گوشی بخشی از نسل پانزدهم آی‌فون در کنار مدل‌های ۱۳/۱۳ مینی و ۱۳ پرو/۱۳ پرو مکس است. اپل نسل سوم آیفون اس‌ای را در ۸ مارس ۲۰۲۲ و به‌عنوان جانشین نسل دوم آیفون اس‌ای معرفی کرد. پیش‌خرید آن در ۱۱ مارس ۲۰۲۲ آغاز و گوشی پس از آن در ۱۸ مارس ۲۰۲۲ عرضه شد. قیمت نسل سوم آیفون اس‌ای در زمان عرضه از ۴۲۹ دلار آمریکا آغاز می‌شد، که ۳۰ دلار از نسل قبلی گران‌تر بود.
مدل نسل سوم از ابعاد و بدنه مشابه با نسل قبلی خود بهره می‌برد، در حالی که از قطعات سخت‌افزاری داخلی انتخاب شده از سری آیفون ۱۳، از جمله سیستم روی تراشهٔ ای۱۵ بایونیک استفاده می‌کند.

## تاریخچه
شایعات مربوط به نسل سوم آیفون اس‌ای در ۲۵ اکتبر ۲۰۲۱ منتشر شد.
نسل سوم آیفون اس‌ای در بخشی از رویداد ویژهٔ “Peek Performance” اپل در ۸ مارس ۲۰۲۲ معرفی شد.

## طراحی
فریم جلو و پشت آیفون اس‌ای از جنس شیشه و فریم دور آن از جنس آلومینیوم است. آیفون اس‌ای ۲۰۲۲ در جلو از حاشیه‌های درشت سنتی و دکمه هوم تاچ آی‌دی بهره می‌برد که یادآور مدل‌های قدیمی‌تر آیفون است.
آیفون اس‌ای در سه رنگ موجود است: Midnight, Starlight و نسخهٔ پروداکت رد. Midnight و Starlight به ترتیب جایگزین سیاه و سفید می‌شوند، در حالی که تولید پروداکت رد همچنان ادامه دارد.
| رنگ | نام رنگ    | حاشیهٔ دور نمایشگر |
| --- | ---------- | ----------------- |
|     | Midnight   | مشکی              |
|     | Starlight  | مشکی              |
|     | پروداکت رد | مشکی              |

## مشخصات

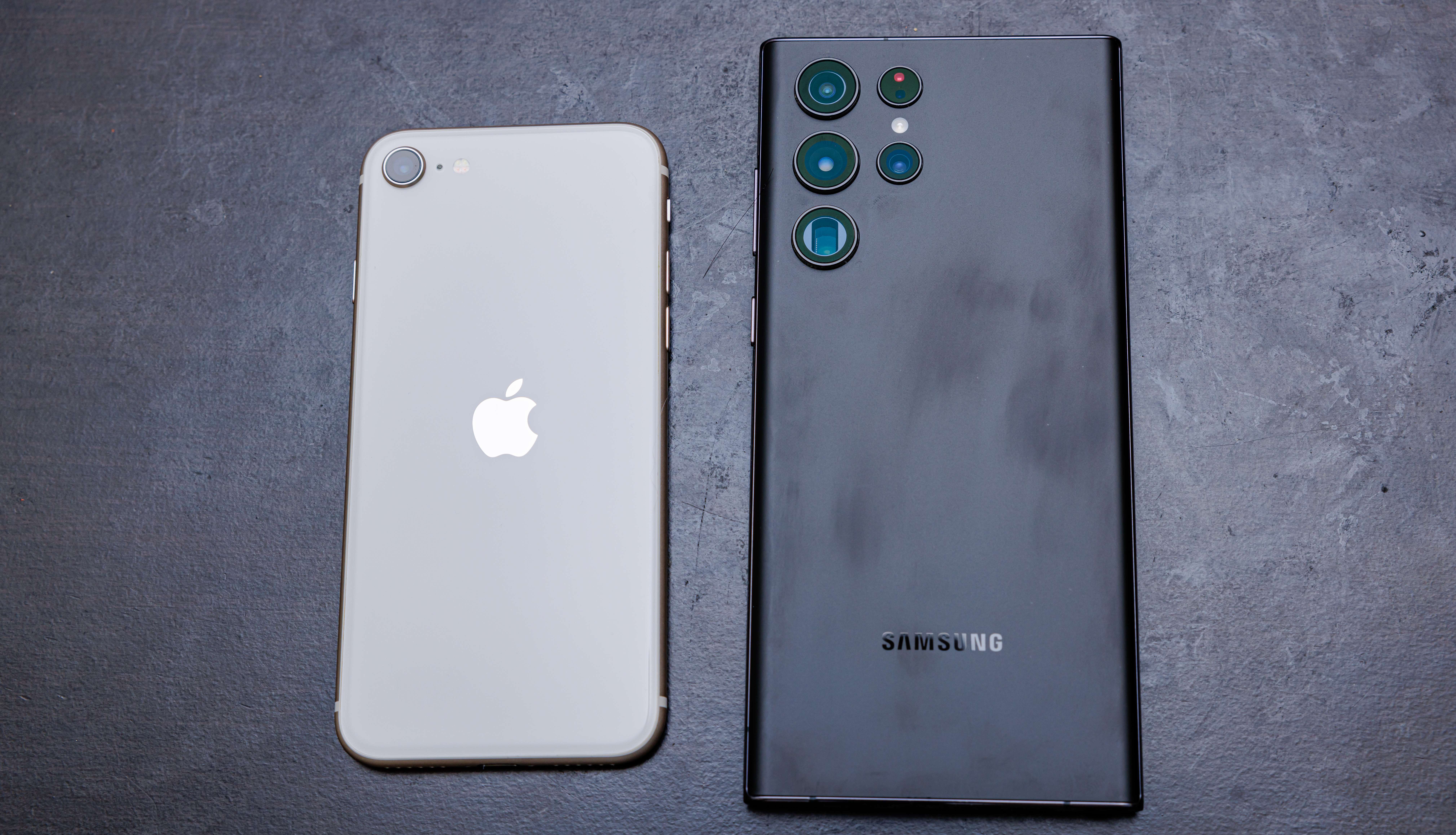
آیفون اس‌ای (نسل سوم)

### سخت‌افزار
آیفون اس‌ای از سامانه روی یک تراشه (SoC) ای۱۵ بایونیک (۵ نانومتری)، با یک پردازشگر حرکتی یکپارچه و موتور عصبی نسل پنجم بهره می‌برد. این گوشی در سه پیکربندی حافظهٔ داخلی موجود است: ۶۴ گیگابایت، ۱۲۸ گیگابایت و ۲۵۶ گیگابایت. اس‌ای ۲۰۲۲ ۴ گیگابایت رم دارد که نسبت به رم ۳ گیگابایتی نسل دوم افزایش یافته‌است. نسل سوم آیفون اس‌ای همچون نسل قبل خود از استاندارد آی‌پی۶۷ برای مقاومت در برابر گرد و غبار و آب برخوردار است. این گوشی فاقد ویژگی‌های باند فوق وسیع فعال شده توسط تراشهٔ یو۱ موجود در آیفون ۱۳ و ۱۳ پرو است. علیرغم اندازه کوچکتر گوشی که ممکن است منجر به افزایش فشار حرارتی شود، چیپست ای۱۵ با همان فرکانس پردازندهٔ مرکزی آیفون ۱۳ کار می‌کند. مانند نسل قبل، نسل سوم آیفون اس‌ای از رابط تی‌آراس بهره نمی‌برد.

#### نمایشگر
آیفون اس‌ای دارای همان صفحه نمایش رتینا با وضوح HD است که مثل مدل قبلی خود از آی‌پی‌اس پنل با صدای واقعی و طیف رنگی گسترده (نمایشگر پی۳) استفاده می‌کند. رزولوشن صفحه نمایش ۱۳۳۴ در ۷۵۰ پیکسل و ابعاد آن ۴٫۷ اینچ (۱۲۰ میلیمتر) است. تراکم پیکسلی این گوشی ۳۲۶ پیکسل در هر اینچ است، همان چیزی که در تمام آیفون‌های دارای نمایشگر ال‌سی‌دی از زمان معرفی صفحه نمایش رتینا در آیفون ۴، به استثنای مدل‌های پلاس، یکسان است. این گوشی علیرغم نداشتن نمایشگر HDR-ready، می‌تواند محتوای HDR10 و دالبی ویژن را پخش کند، که با تبدیل محتوای HDR به تناسب با صفحه نمایش انجام می‌شود، در حالی که هنوز در مقایسه با محتوای استاندارد، در دامنه دینامیکی ، کنتراست و گسترهٔ رنگی وسیع بهبود یافته‌است.

#### دوربین
آیفون اس‌ای همانند نسل قبل خود در پشت دارای یک دوربین با لنز ۱۲ مگاپیکسلی است، که قادر به ضبط ویدیوی 4K با سرعت ۲۴، ۲۵، ۳۰ یا ۶۰ فریم بر ثانیه، ویدیوی 1080p HD در ۲۵، ۳۰ یا ۶۰ فریم بر ثانیه یا ویدیوی 720p HD با سرعت ۳۰ فریم بر ثانیه است. این دوربین دارای دیافراگم ƒ/۱٫۸، فوکوس خودکار، لرزشگیر اپتیکال تصویر و فلاش True Tone چهارگانه است. این گوشی همچنین می‌تواند تصاویر پانوراما تا ۶۳ مگاپیکسل بگیرد و در حالت پشت سر هم عکس بگیرد. دوربین سلفی آن ۷ مگاپیکسل با گشودگی دیافراگم f/2.2 و فوکوس خودکار است که قادر به فیلمبرداری 1080p HD با سرعت ۲۵ یا ۳۰ فریم بر ثانیه و فیلمبرداری اسلوموشن با سرعت ۱۲۰ فریم در ثانیه است.
در نسل سوم اس‌ای چندین قابلیت به دوربین اضافه شده‌است که به‌لطف استفاده از ای۱۵ بایونیک فعال شده‌است. مانند ۱۳ و ۱۳ پرو، دوربین پشتی از Smart HDR 4 پشتیبانی می‌کند. دوربین پشتی همچنین از فیلمبرداری با دامنهٔ دینامیکی افزایش یافته تا ۳۰ فریم در ثانیه، ضبط استریو و تثبیت فیلم سینمایی پشتیبانی می‌کند. هر دو دوربین جلو و عقب آیفون اس‌ای از حالت پرتره و نورپردازی پرتره پشتیبانی می‌کنند. اجرای حالت پرتره توسط اس‌ای به‌صورت بومی فقط از تصاویر انسان پشتیبانی می‌کند، زیرا سخت‌افزار نقشه‌های عمقی را با استفاده از فوکوس خودکار تولید نمی‌کند و در عوض بر یادگیری ماشین مبتنی بر نرم‌افزار متکی است. مانند ۱۳ و ۱۳ پرو، حالت پرتره دارای کنترل عمق و جلوه بوکه پیشرفته (محو کردن پس‌زمینه خارج از فوکوس اطراف پرتره) است. نسل سوم اس‌ای از Deep Fusion و Photographic Styles پشتیبانی می‌کند، اما به دلیل سخت‌افزار قدیمی سنسور، از برخی ویژگی‌ها مانند حالت شب و حالت سینمایی پشتیبانی نمی‌کند.

### نرم‌افزار
نسل سوم آیفون اس‌ای با آی‌اواس ۱۵٫۴ عرضه شد. ژست‌های حرکتی در این آیفون مشابه همان چیزی است که تا قبل آیفون ایکس در آیفون‌های اپل دیده بودیم.